# Xã Grand Rapids, Quận LaMoure, Bắc Dakota
Xã Grand Rapids (tiếng Anh: Grand Rapids Township) là một xã thuộc quận LaMoure, tiểu bang Bắc Dakota, Hoa Kỳ. Năm 2010, dân số của xã này là 90 người.